# Quetodòntids
Els quetodòntids (Chaetodontidae) són una família de peixos de l'ordre dels perciformes.

## Particularitats
Aquesta família comprèn una gran part dels peixos anomenats "peixos papallona", petits i de colors sovint sorprenents. Es troben a la conca Indo-Pacífica i algunes zones tropicals de l'Atlàntic, com el mar del Carib. Llurs hàbitats preferits són generalment les aigües netes a la vora dels esculls de corall.

## Gèneres
N'hi ha uns deu gèneres en l'actualitat, però la llista no está totalment fixada. Abans Chaetodontidae i Pomacanthidae es consideraven una sola família. Les divisions actuals encara són objecte de discussió:
- Amphichaetodon Burgess, 1978
- Chaetodon Linnaeus, 1758
- Chelmon Cloquet, 1817
- Chelmonops Bleeker, 1876
- Coradion Kaup, 1860
- Forcipiger Jordan & McGregor, 1989
- Hemitaurichthys Bleeker, 1876
- Heniochus Cuvier, 1816
- Johnrandallia Nalbant, 1974
- Parachaetodon Bleeker, 1874
- Prognathodes Gill, 1862
- Roa Jordan, 1923